# Traité de Stettin (1653)
Pour les articles homonymes, voir Traité de Stettin.
Le traité de Stettin (allemand : Grenzrezeß von Stettin) du 4 mai 1653 a réglé un litige entre le Brandebourg-Prusse et la Suède, qui revendiquaient tous deux la succession du duché de Poméranie après l'extinction de la Maison de Poméranie durant la guerre de Trente Ans. Les revendications du Brandebourg  étaient fondées sur le traité de Grimnitz (en) (1529), tandis que les revendications suédoises tiraient leur légitimité du traité de Stettin (1630). Les parties se mirent d'accord sur une partition issue de la paix de Westphalie (1648). La Poméranie occidentale devint la Poméranie suédoise et la Poméranie ultérieure devint la Poméranie brandebourgeoise (Province orientale).

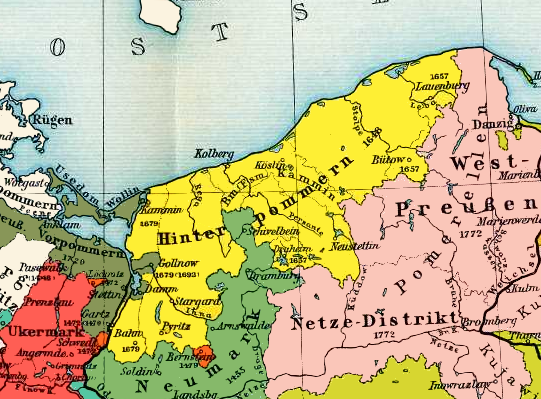
Poméranie ultérieure en 1800 (Hinterpommern, en jaune).
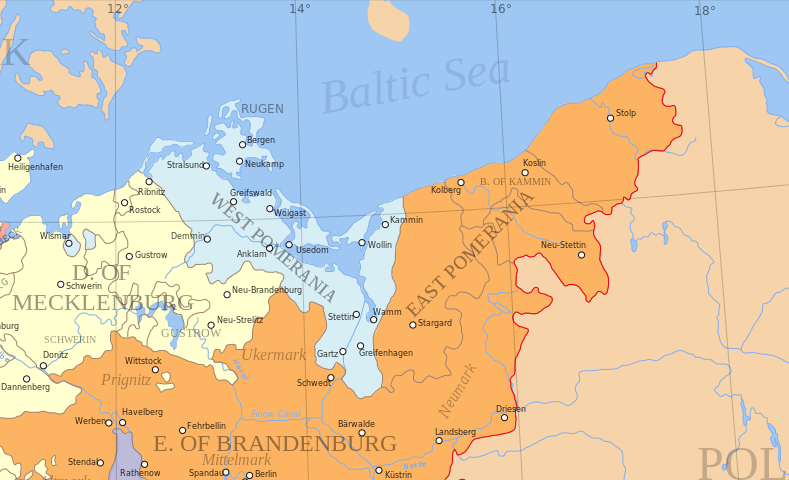
L'ancien duché de Poméranie (au centre) divisé entre l'Empire suédois et le Brandebourg-Prusse après le traité de Stettin  en 1653. La Poméranie suédoise (« Poméranie occidentale ») est indiquée en bleue, la Poméranie brandebourgeoise (« Poméranie orientale ») est présentée en orange.
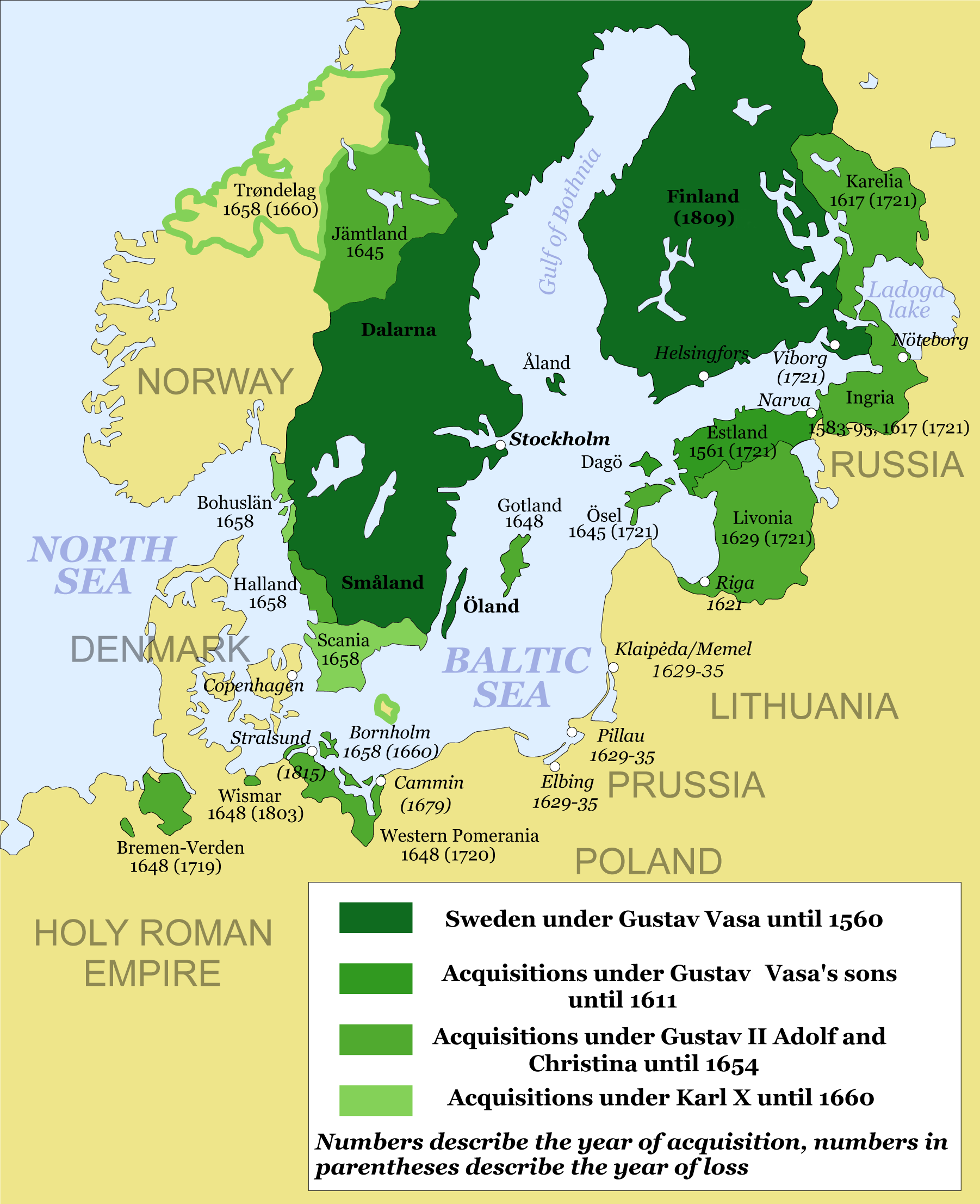
Extension de l'empire suédois à partir de 1560. La carte précise les dates d'acquisition et de perte (entre parenthèses).

Le traité de Stettin consolidait le contrôle de la Suède sur l'estuaire de l'Oder, s'ajoutant ainsi au contrôle qu'elle avait auparavant déjà acquis sur les cours inférieurs de la Weser et de l'Elbe lors des traités de Westphalie. Ainsi, le traité consolide le contrôle de la Suède sur les embouchures de tous les grands fleuves allemands, à l'exception du Rhin. La Poméranie suédoise devient le principal point d'attache territorial de la Suède en Allemagne.